# Горки (Окуловский район)
Го́рки — деревня без постоянного населения в Окуловском муниципальном районе Новгородской области, относится к Боровёнковскому сельскому поселению.
Деревня расположена на восточном берегу Чёрного озера на Валдайской возвышенности, в 17 км к северо-западу от Окуловки (25 км по автомобильной дороге), до административного центра сельского поселения — посёлка Боровёнка 4 км (5 км по автомобильной дороге).
Неподалёку, на противоположном берегу озера Чёрное находится деревня Наволок, а у южного берега озера расположена деревня Теребуново.
| 2010 |
| ---- |
| 0    |

## История
До 2005 года деревня входила в число населённых пунктов подчинённых администрации Боровёнковского сельсовета, после вошла в число населённых пунктов Боровёнковского сельского поселения.

## Транспорт
Ближайшая железнодорожная станция расположена в Боровёнке. В 1 км к северу от деревни проходит автомобильная дорога из Боровёнки в Заручевье.